# Majadahonda
Majadahonda est une ville d'Espagne appartenant à la communauté de Madrid, située à 16 km au nord-ouest de Madrid, à 650 mètres d'altitude.

## Géographie
Originairement le territoire était une zone de cultures et de pâturages. Sa population est de 70 755 habitants (INE 2016). Son expansion a été accelérée, comme dans tous les villages et les villes appartenant à l'aire métropolitaine de Madrid. Elle compte une grande quantité de services comme le nouvel Hospital Puerta de Hierro et la présence d'un certain nombre d'entreprises du secteur tertiaire.

## Histoire
Majadahonda est mentionnée par Cervantes dans Don Quichotte et par Quevedo dans El Buscón.
Le 11 août 1812 s'y déroule la bataille de Majadahonda, dans le cadre de la guerre d'indépendance espagnole. Elle oppose la division de cavalerie française du général Anne-François-Charles Trelliard à l'avant-garde de l'armée anglo-portugaise commandée par le brigadier-général D'Urban. Ce combat de cavalerie est une victoire française.
Elle fut le théâtre de violents affrontements lors de la prise de Madrid durant la guerre d'Espagne.

## Politique et administration

### Liste des maires
| Mandat    | Maire | Maire | Maire | Sièges  |
| --------- | ----- | --- | ----- | ------- |
| 1979-1983 |       | José María Rodríguez Colorado (1979-1980) Francisco de Vera Santana (1980-1982) Luis Egea Ramírez (1982-1983) | PSOE  | 8 / 17  |
| 1983-1987 |       | Luis Egea Ramírez                                                                                             | PSOE  | 11 / 21 |
| 1987-1991 |       | Roberto Rodríguez Solano (1987-1989)                                                                          | CDS   | 4 / 21  |
| 1987-1991 |       | Ricardo Romero de Tejada (1989-1991)                                                                          | PP    | 9 / 21  |
| 1991-1995 |       | Ricardo Romero de Tejada                                                                                      | PP    | 14 / 21 |
| 1995-1999 |       | Ricardo Romero de Tejada                                                                                      | PP    | 14 / 21 |
| 1999-2003 |       | Ricardo Romero de Tejada (1999-2001) Guillermo Ortega (2001-2003)                                             | PP    | 12 / 21 |
| 2003-2007 |       | Guillermo Ortega (2003-2005) Narciso de Foxá (2005-2007)                                                      | PP    | 15 / 25 |
| 2007-2011 |       | Narciso de Foxá                                                                                               | PP    | 16 / 25 |
| 2011-2015 |       | Narciso de Foxá                                                                                               | PP    | 14 / 25 |
| 2015-2019 |       | Narciso de Foxá                                                                                               | PP    | 11 / 25 |
| 2019-2023 |       | José Luis Álvarez Ustarroz                                                                                    | PP    | 10 / 25 |
| 2023-2027 |       | Lola Moreno                                                                                                   | PP    | 15 / 25 |

## Émetteur
Près de Majadahonda, il y a un émetteur de RNE, avec deux pylônes : un pylône avec une hauteur de 264 mètres construit en 1962 et un pylône avec une hauteur de 130 mètres. Il est utilisé pour l'émission sur 585 kHz, 657 kHz et 999 kHz. L'émetteur sur 585 kHZ peut être aussi très facilement reçu en France, la nuit.

## Services publics
La ville accueille l'hôpital Puerta de Hierro et une base opérationnelle des brigades spéciales de sécurité de la communauté autonome de Madrid.

## Sport
Le Rayo Majadahonda est le principal club de football de la ville.
L'équipe B de l'Atlético Madrid joue ses matches à domicile à Majadahonda.

## Jumelage
- Clamart (France)

## Personnalités liées à la commune
- Carmen Laforet (1921-2004), écrivaine décédée dans la ville[1].